# Operació U-Go
L'ofensiva U Go, o Operació C (japonès:ウ号作戦, U Gō sakusen), va ser l'ofensiva japonesa llançada el març de 1944 contra les forces de l'Imperi Britànic a les regions del nord-est de l'Índia de Manipur i els turons de Naga (aleshores administrada com a part d'Assam). Apuntada a la vall de Brahmaputra, a través de les ciutats d'Imphal i Kohima, l'ofensiva juntament amb l'ofensiva de Ha Go superposada va ser una de les últimes ofensives japoneses durant la Segona Guerra Mundial. L'ofensiva va culminar amb les batalles d'Imphal i Kohima, on els japonesos i els seus aliats van ser detinguts primer i després rebutjats.

## Orígens del pla japonès
El 1942, l'exèrcit japonès havia expulsat les tropes britàniques, índies i xineses de Birmània. Quan les pluges monsòniques van aturar les campanyes, les tropes britàniques i índies havien ocupat Imphal, la capital de l'estat de Manipur. Es trobava en una plana a cavall d'una de les poques rutes practicables sobre les muntanyes cobertes de jungla que separaven l'Índia i Birmània. Al comandant japonès a Birmània, el tinent general Shōjirō Iida, se li va demanar la seva opinió sobre si s'havia de fer un nou avanç a l'Índia després que acabessin les pluges. Després de conversar amb els seus comandants de divisions, Iida va informar que no seria prudent fer-ho, a causa del terreny difícil i els problemes de subministrament.
Durant l'any i mig que va seguir, els aliats van reconstruir les línies de comunicació cap a Assam, al nord-est de l'Índia. L'exèrcit dels Estats Units (amb un gran nombre de treballadors indis) va construir diverses bases aèries a Assam des de les quals es transportaven subministraments al govern nacionalista xinès sota Chiang Kai-shek i bases aèries americanes a la Xina. Aquesta ruta aèria, que travessava diverses serralades, era coneguda com la Gepa. Els americans també van començar a construir la carretera de Ledo, per ser un enllaç terrestre d'Assam a la Xina. A mitjans de 1943, el comandament japonès a Birmània havia estat reorganitzat. El general Iida va ser enviat de nou al Japó i es va crear un nou quarter general, l'Exèrcit de l'àrea de Birmània, sota el tinent general Masakasu Kawabe. Una de les seves formacions subordinades, responsable de la part central del front que mirava a Imphal i Assam, era el Quinzè Exèrcit, el nou comandant del qual era el tinent general Renya Mutaguchi.
Des del moment en què va prendre el comandament, Mutaguchi va defensar amb força una invasió de l'Índia. En lloc de buscar una mera victòria tàctica, va planejar explotar la captura d'Imphal avançant cap a la vall de Brahmaputra, tallant així les línies de subministrament aliades al seu front al nord de Birmània, i als aeròdroms que proveïen els nacionalistes xinesos. Els seus motius per fer-ho semblen ser complexos. A finals de 1942, quan va ser consultat pel tinent general Iida sobre la conveniència de continuar l'avanç japonès, s'havia pronunciat especialment en la seva oposició, ja que el terreny semblava massa difícil i els problemes logístics semblaven impossibles de superar. En aquell moment havia pensat que aquest pla es va originar a nivell local, però es va avergonyir de la seva precaució anterior quan va descobrir que el Quarter General de l'Exèrcit Imperial l'havia defensat originalment.
Mutaguchi havia jugat un paper important en diverses victòries japoneses, des de l'incident del pont Marco Polo el 1937. Creia que el seu destí era guanyar la batalla decisiva de la guerra pel Japó. Mutaguchi també va ser incitat per la primera expedició de penetració de llarg abast dels chindits llançada pels britànics sota Orde Wingate a principis de 1943. Les tropes de Wingate havien travessat un terreny que Mutaguchi havia afirmat anteriorment seria intransitable per a la 18a Divisió que comandava en aquell moment. Els aliats havien divulgat àmpliament els aspectes reeixits de l'expedició de Wingate mentre ocultaven les seves pèrdues per malaltia i esgotament, enganyant a Mutaguchi i alguns dels seus membres quant a les dificultats que s'enfrontarien més tard.

### Planificació japonesa
Entre el 24 de juny i el 27 de juny de 1943, es va celebrar una conferència de planificació a Rangun. El cap d'estat major de Mutaguchi, el major general Todai Kunomura, va presentar el pla de Mutaguchi, però va ser bruscament anul·lat. L'estat major de l'exèrcit de l'àrea de Birmània es va oposar a que Kunomura s'avarés als seus propis plans limitats per empènyer les línies defensives japoneses cap a una curta distància cap a la frontera muntanyosa amb l'Índia. Es va examinar el pla de Mutaguchi. El tinent general Eitaro Naka, (cap d'estat major de l'exèrcit de l'àrea de Birmània), el major general Masazumi Inada, (el vicecap d'estat major del grup d'exèrcits expedicionaris del sud) i fins i tot el tinent general Gonpachi Kondo del quarter general imperial general van assenyalar les debilitats tàctiques i logístiques del pla de Mutaguchi. El tinent general Kawabe no va prohibir a Mutaguchi dur a terme les seves idees.
En els exercicis posteriors al quarter general del Quinzè Exèrcit a Maymyo i al quarter general del Grup d'Exèrcits Expedicionaris del Sud a Singapur, el tinent general Naka semblava haver estat convençut per les idees de Mutaguchi. El tinent general Inada encara es va oposar, però va presentar a Kunomura i al major Iwaichi Fujiwara (un dels oficials d'estat major de Mutaguchi) la idea aparentment frívola d'atacar a la província xinesa de Yunnan. No obstant això, Inada va ser destituïda de l'Exèrcit Expedicionari del Sud l'11 d'octubre de 1943, després de ser convertida en boc expiatori dels incompliments d'un acord per cedir territoris a Siam que, sota el comandament del mariscal de camp Plaek Pibulsonggram, estava aliat al Japó.
Després d'un altre exercici de mapes a Singapur el 23 de desembre de 1943, el mariscal de camp Hisaichi Terauchi (comandant en cap del grup d'exèrcits expedicionaris del sud) va aprovar el pla. El substitut d'Inada, el tinent general Kitsuju Ayabe, va ser enviat al quarter general de l'exèrcit imperial per obtenir l'aprovació. El primer ministre Hideki Tōjō va donar la sanció final després d'interrogar un oficial sobre aspectes del pla del seu bany. Una vegada presa aquesta decisió, ni el tinent general Kawabe ni el mariscal de camp Terauchi no van tenir cap oportunitat d'anul·lar l'atac de Mutaguchi, amb el nom en clau U-GO o l'operació C (ウ号作戦), ni d'exercir-hi gaire control una vegada fos. llançat.

### Influència d'Azad Hind
Fins a cert punt, Mutaguchi i Tojo van ser influenciats per Subhas Chandra Bose, que va dirigir l'Azad Hind, un moviment que es dedicava a alliberar l'Índia del domini britànic. Bose també va ser el comandant en cap de les forces armades del moviment, l'Azad Hind Fauj o Exèrcit Nacional Indi (Indian National Army - INA). L'INA estava compost principalment per antics presoners de guerra de l'exèrcit indi britànic que havien estat capturats pels japonesos després de la caiguda de Singapur, i indis expatriats al sud-est asiàtic que havien decidit unir-se al moviment nacionalista.
Bose estava ansiós que l'INA participés en qualsevol invasió de l'Índia i va persuadir a diversos japonesos que una victòria com la que anticipava Mutaguchi portaria al col·lapse del domini britànic a l'Índia. La idea que el seu límit occidental seria controlat per un govern més amigable era atractiva per als japonesos. També hauria estat coherent amb la idea que l'expansió japonesa a Àsia era part d'un esforç per donar suport al govern asiàtic d'Àsia i contrarestar el colonialisme occidental.

## Plans japonesos

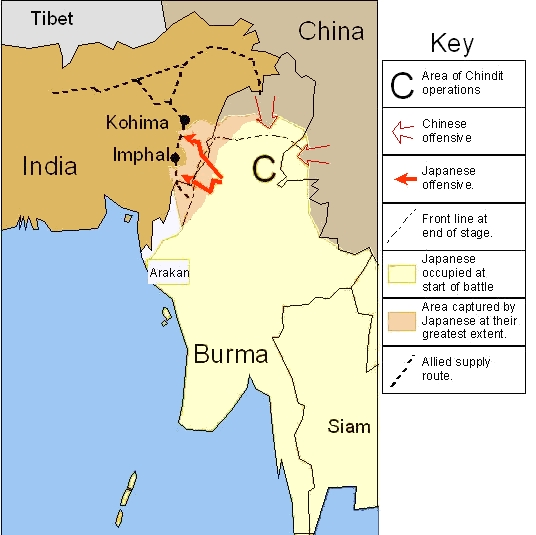
Campanya Imphal i Kohima

Els aliats es preparaven per prendre l'ofensiva a principis de 1944. El XV Cos indi avançava a la província costanera d'Arakan, mentre que el IV Cos britànic havia empès dues divisions d'infanteria índies gairebé fins al riu Chindwin a Tamu i Tiddim. Aquestes dues divisions estaven àmpliament separades i vulnerables a ser aïllades.
Els japonesos van planejar que una divisió del Vint-i-Vuitè Exèrcit llançaria un atac de diversió a l'Arakan, amb el nom en clau Ha Go, la primera setmana de febrer. Això atrauria les reserves aliades d'Assam, i també crearia la impressió que els japonesos pretenien atacar Bengala a través de Chittagong.
Al centre, el Quinzè Exèrcit de Mutaguchi llançaria l'atac principal a Manipur la primera setmana de març, amb l'objectiu de capturar Imphal i Kohima, dispersant les forces britàniques i impedint qualsevol moviment ofensiu contra Birmània. En detall, els plans del Quinzè Exèrcit eren:
- La 33a divisió d'infanteria sota el comandament del tinent general Motoso Yanagida destruiria la 17a divisió d'infanteria índia a Tiddim, i després atacaria Imphal des del sud.
- La Força Yamamoto, formada per unitats separades de la 33a i la 15a Divisions sota el comandament del general Tsunoru Yamamoto (comandant del Grup d'Infanteria de la 33a Divisió), amb el suport de tancs i artilleria pesada, destruiria la 20a Divisió d'Infanteria índia a Tamu, i després atacaria Imphal des de l'est.
- La 15a Divisió d'Infanteria sota el tinent general Masafumi Yamauchi envoltaria Imphal des del nord.
- En una operació subsidiària separada, la 31a Divisió d'Infanteria sota el comandament del Tinent General Kōtoku Satō aïllaria Imphal capturant Kohima, i després avançaria per capturar la base de subministrament aliada vital a Dimapur a la vall de Brahmaputra.

A la insistència de Bose, dues brigades de l'Exèrcit Nacional Indi també van ser assignades als atacs a Imphal des del sud i l'est. Els japonesos havien pensat originalment utilitzar l'INA com a auxiliars només per a les seves forces, per al reconeixement i la propaganda.
El personal de l'exèrcit de l'àrea de Birmània havia pensat originalment que aquest pla era massa arriscat. Creien que no era prudent separar les forces atacants tan àmpliament, però es van traslladar diversos oficials que s'oposaven a la seva oposició. Els comandants de divisions de Mutaguchi també eren pessimistes. Van pensar que Mutaguchi jugava massa per aconseguir l'èxit primerenc per resoldre els problemes de subministrament. Alguns d'ells el pensaven un "totxo", o un temerari.

## Plans aliats
A principis de 1944, les formacions aliades a Assam i Arakan formaven part del Catorzè Exèrcit britànic, comandat pel tinent general William Slim. Durant l'any anterior, des del fracàs d'una ofensiva anterior a l'Arakan, ell i el seu predecessor, el general George Giffard, s'havien esforçat per millorar la salut, l'entrenament i la moral de les unitats britàniques i índies de l'exèrcit. Mitjançant millores en les vies de comunicació, una millor administració a les zones posteriors i, sobretot, un millor subministrament de racions i medicaments frescos, aquests esforços havien tingut èxit. Els aliats també havien desenvolupat mètodes per contrarestar les tàctiques japoneses estàndard de flanquejar i aïllar les formacions. En particular, dependrien cada cop més dels avions per subministrar unitats de tall. Els japonesos no ho havien previst, i els seus atacs es veurien frustrats diverses vegades.
Per diverses fonts d'intel·ligència, Slim i el tinent general Geoffry Scoones (al comandament del IV Cos de l'Índia) s'havien assabentat de les intencions generals dels japonesos de llançar una ofensiva, tot i que no tenien informació específica sobre els objectius japonesos i s'havien de sorprendre diverses vegades quan els japonesos van llançar els seus atacs. En lloc d'anticipar-se als japonesos atacant a través del Chindwin, o intentant defensar la línia del mateix riu, Slim pretenia explotar les debilitats logístiques japoneses conegudes retirant-se a Imphal per lliurar una batalla defensiva on els japonesos no podrien subministrar les seves tropes.

## Ha Go
L'atac de diversió japonès a Arakan va començar el 5 de febrer. Una força de la 55a Divisió japonesa es va infiltrar a les línies del XV Cos indi per envair un quarter general de divisions índies i aïllar les divisions avançades del Cos. Quan van intentar pressionar els seus atacs contra una àrea administrativa fortificada precipitadament coneguda com el "Departament d'Administració", van trobar que els avions aliats deixaven subministraments a la guarnició, mentre que els mateixos japonesos estaven separats de les seves fonts de subministrament i es morien de gana. Tancs i infanteria britànics i indis van trencar un coll per alleujar els defensors de la Caixa. Les forces japoneses mal proveïdes i famolencs es van veure obligades a retirar-se.

## U Go

### Imphal
La principal ofensiva d'U Go va començar el 6 de març de 1944. Slim i Scoones havien donat ordres a les seves divisions avançades de retirar-se massa tard. La 20a divisió índia es va retirar amb seguretat, però la 17a divisió índia es va veure tallada i obligada a lluitar per tornar a la plana d'Imphal. Scoones es va veure obligat a comprometre gairebé totes les seves reserves per ajudar la 17a Divisió. Com que l'ofensiva de desviació a l'Arakan ja havia fracassat, els aliats van poder fer volar una divisió (incloent-hi l'artilleria i el transport de primera línia) des del front d'Arakan fins a Imphal, a temps per evitar que la 15a divisió japonesa superés Imphal des del nord.
Durant l'abril es van dur a terme tots els atacs japonesos contra les defenses a la vora de la plana d'Imphal. Al maig, el IV Cos va iniciar una contraofensiva, empenyent cap al nord per connectar-se amb una força de relleu que lluitava cap al sud des de Kohima. Tot i que el progrés aliat va ser lent, la 15a Divisió japonesa es va veure obligada a retirar-se per falta de subministrament, i els aliats van reobrir la carretera Kohima-Imphal el 22 de juny, posant fi al setge (tot i que els japonesos van continuar llançant atacs des del sud i l'est de Imphal).

### Kohima
La batalla de Kohima va tenir lloc en dues etapes. Del 3 al 16 d'abril de 1944, la 31a Divisió japonesa va intentar capturar la cresta de Kohima, una característica que dominava la carretera de Dimapur a Imphal de la qual depenia el IV Cos d'Imphal per al subministrament. El 16 d'abril la petita força britànica a Kohima va ser rellevada, i del 18 d'abril al 16 de maig el recentment arribat XXXIII Cos indi va contraatacar per expulsar els japonesos de les posicions que havien capturat. A finals de maig, amb els japonesos morint de fam, el tinent general Kōtoku Satō va desafiar les ordres de Mutaguchi de mantenir-se ferm i va ordenar que la seva divisió es retirés. Tot i que un destacament va continuar lluitant contra les accions de rereguarda per bloquejar la carretera, el XXXIII Cos es va dirigir cap al sud per enllaçar amb els defensors d'Imphal el 22 de juny.

### Retirada
Mutaguchi va continuar ordenant nous atacs, però a finals de juny estava clar que les formacions japoneses moribundes i afectades per la malaltia no estaven en estat per obeir. Quan es va adonar que cap de les seves formacions obeïa les seves ordres per a un nou atac, Mutaguchi finalment va ordenar que s'interrompés l'ofensiva el 3 de juliol. Els japonesos, reduïts en molts casos a una multitud, van tornar a caure davant dels Chindwin, abandonant la seva artilleria, transport i soldats massa malalts per caminar.

## Conseqüències
Les derrotes japoneses a Kohima i Imphal van ser les més grans fins aquell moment. Les forces britàniques i índies havien perdut al voltant de 16.987 homes, morts, desapareguts i ferits. Els japonesos van patir 60.643 baixes, incloent 13.376 morts. La majoria d'aquestes pèrdues van ser el resultat de la fam, la malaltia i l'esgotament. La derrota va donar lloc a canvis radicals de comandament dins de l'exèrcit japonès a Birmània. Mutaguchi va acomiadar tots els comandants de la seva divisió durant l'operació, abans de ser acomiadat el 30 d'agost. Kawabe, la salut del qual estava trencada, també va ser acomiadat. Molts dels oficials superiors de l'estat major de la seu del Quinzè Exèrcit i l'Exèrcit de l'àrea de Birmània també van ser transferits a comandaments de divisions o regiments.